# 米歇尔·勒格朗
米歇尔·勒格朗（法語：Michel Legrand，法語發音：[miʃɛl ʒɑ̃ ləɡʁɑ̃]，1932年2月24日—2019年1月26日），法国作曲家、编曲家、指挥家和爵士乐钢琴师。职业生涯共为200多部影视作品创作配乐和歌曲，作品包括法国新浪潮导演雅克·德米的《秋水伊人 (電影)》（1964年）和《柳媚花娇》（1967年），后者使得他首次获得奥斯卡金像奖提名。他最终凭借1968年电影《龙凤斗智》歌曲《心中的风车》赢得个人首个奥斯卡奖。
米勒格朗于2019年1月26日在巴黎去世，享年86岁。去世前，他仍然坚持创作音乐，还计划在春季举行多场音乐会。